# Eric Hobsbawm
Eric Hobsbawm (anglès: Eric John Ernest Hobsbawm)  (Alexandria, 9 de juny de 1917 - Londres, 1 d'octubre de 2012) CH FBA FRSL, fou un historiador marxista, professor d'història contemporània, economia i política, pensador, editor i crític musical britànic. Fou un dels historiadors més influents de la segona meitat del segle xx, a banda de professor emèrit d'Història Social i Econòmica del Birkbeck College de Londres. En la historiografia dels Països Catalans, Hobsbawm ha estat, amb diferència, l'historiador anglosaxó més influent.

## Biografia
Va néixer a Alexandria durant el període del Soldanat d'Egipte, sota domini colonial britànic. Provenia d'una família jueva originària de Polònia i dividida entre les colònies britàniques. La seua infància la va viure a Viena, d'on provenia la seva família materna, en la dura postguerra i a Berlín va passar l'adolescència, estudiant al Prinz-Heinrich-Gymnasium. De ben jove, es va interessar molt per la política i l'estudi ingressant ben aviat a diverses associacions d'estudis de caràcter socialista i comunista durant l'ascens del nazisme. El seu pare va morir el 1929, i poc més tard la seua mare, restant orfes ell i la seua germana, que foren adoptats pels seus oncles. Després del triomf de Hitler, la família va marxar a viure a Londres el 1933.
Hobsbawm va continuar la seva formació al St. Marylebone Grammar School, mentre que el 1936 es va afiliar al Partit Comunista de la Gran Bretanya, el qual no va abandonar fins a quasi la seva desaparició malgrat les múltiples discrepàncies que hi va mantenir des dels anys cinquanta. Gràcies a la seva sòlida formació va aconseguir una beca per estudiar al King's College de Cambridge on es va doctorar en Història a la Fabian Society després d'esclatar la Segona Guerra Mundial. Allà va servir amb l'Exèrcit britànic, dins del cos d'enginyers i la Royal Army Educational Corps.
El 1947 va entrar a treballar al Birkbeck College de la Universitat de Londres on no va reeixir superar la marginació professional a causa de la seua adhesió comunista. Fou un entusiasta defensor del comunisme, tot i que davant el desprestigi soviètic de Stalin i la posterior guerra freda li van dificultar molt la seva carrera. Als anys 60, però, els seus treballs començaren a ser publicats. Des de llavors, Hobsbawm va tindre una excel·lent carrera com a historiador amb molts reconeixements. Paral·lelament, a la mateixa època va ser professor visitant de la Universitat Stanford. Després de retirar-se com a professor el 1982 va ser professor visitant de la New School for Social Research de Nova York fins al 1997.
La seva visió marxista ha contribuït en la construcció de la Història social, on els protagonistes no són més els grans personatges, sinó que el centre d'atenció passa a les societats. Alhora ha centrat els seus estudis en el desenvolupament de les tradicions i la crítica vers les invencions de l'elit i en els contexts de la construcció de l'estat nació. Hobsbawm va estar present en primera persona en molts dels esdeveniments claus del segle XX i va conèixer alguns dels seus protagonistes gràcies a la seva vocació viatgera. També fou un personatge polèmic que va centrar l'atenció de moltes crítiques, tant per la seva tenaç adhesió al marxisme, al qual mai va renunciar tot i que en va fer autocrítica.

## Obra
Hobsbawm va destacar per la seva gran capacitat de síntesi en les obres generals de la Història Contemporània, el que el va convertir en un dels historiadors més llegits. Particularment destacada és la seva tetralogia The Age of Revolution: Europe 1789-1848 (1962), The Age of Capital: 1848-1875 (1975), The Age of Empire: 1875-1914 (1987) i, per damunt de totes, The Age of Extremes: the short twentieth century, 1914–1991 (1994).
A partir d'aquestes obres, l'historiador britànic va encunyar dos termes per tal de classificar la història contemporània occidental. Per una banda, Hobsbawm considerava que havia existit un "llarg segle XIX", el qual aniria des de la Revolució Francesa al 1789 fins l'esclafit de la Gran Guerra al 1914. La seua contrapartida seria el conegut com "curt segle XX". En aquest cas, l'historiador considerava que aquest segle havia estat caracteritzat pels extrems i la polarització política, on destaquen la lluita del feixisme i l'antifexisme i el món dividit de la Guerra Freda entre els blocs comunista i capitalista (agrupats en l'OTAN). D'aquesta manera Hobsbawm fixava cronològicament aquesta etapa de la història entre el 1914 i la desintegració de la Unió Soviètica al 1991.

### Obres traduïdes al català
- Hobsbawm, Eric J. Nacions i nacionalisme des del 1780: Programa, mite, realitat.  València: Universitat de València, 2011. ISBN 9788437080147.
- Hobsbawm, Eric J.; Ranger, Terence. L’invent de la tradició.  Vic: Eumo Editorial, 1988. ISBN 9788476022078.

## Premis i reconeixements
- 1973: Membre honorari de la King's College, Cambridge
- 1978: Membre de la British Academy
- 1995: Premi Deutscher Memorial; Premi Lionel Gelber
- 1996: Premi Wolfson de Història de l'Obra
- 1998: Membre de l'Orde dels Companys d'Honor
- 1999: Premi del Llibre sobre la Comprensió Europea de la Universitat de Leipzig
- 1999: Doctor Honoris Causa per la Universidad de la República Montevideo, Uruguai
- 2000: Premi Ernst Bloch
- 2003: Premi Balzan
- 2006: Membre de la Royal Society of Literature
- 2008: Ciutadania honorífica de Viena
- 2008: Doctor Honoris Causa per la Universitat de Viena
- 2008: Doctor Honoris Causa per la Universitat Carolina de Praga
- 2008: Premi d'Història de Bochum

## Galeria d'imatges

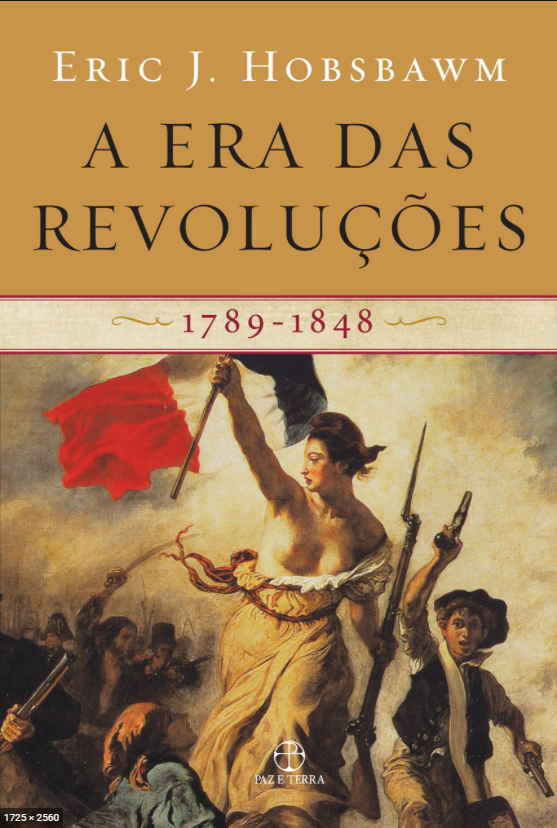
Versió en portuguès de L'Era de les Revolucions: Europa 1789-1848.
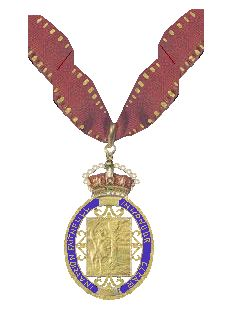
Insígnia de Membre de l'Orde dels Companys d'Honor.